# Martin Band Instrument Company

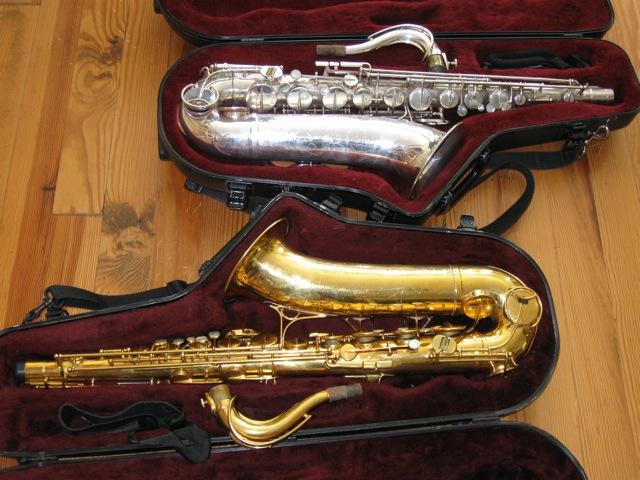
"The Martin Tenor" Saxophone von Don Wise

Die Martin Band Instrument Company war ein US-amerikanischer Hersteller von Musikinstrumenten in Elkhart (Indiana).

## Geschichte

### John Henry Martin und die erste "Martin Company"
Die "Martin Band Instrument Company" war eigentlich eine Wiedererscheinung eines älteren Unternehmens, das von John Henry Martin (* 24. Februar 1835, † 25. November 1910), einem deutschen Einwanderer aus Dresden, 1865 in Chicago gegründet wurde. Wahrscheinlich war er dort der erste Hersteller von Musikinstrumenten.
1871 wurde sein Unternehmen, die "Martin Company", durch einen Brand zerstört. 1876 zog er nach Elkhart, wo er der sechste Angestellte bei C. G. Conn wurde. Martin unternahm keinen Versuch mehr, ein neues Unternehmen zu gründen.

### Henry Charles Martin und die "Martin Band Instrument Company"
John Henry Martins ältester Sohn Henry Charles Martin (1866–1927) arbeitete ab 1890 bei Conn. Zwischen 1905 und 1910 gründete er mit drei seiner Brüder die "Martin Band Instrument Company". 1912 kaufte Francis Compton einen großen Anteil am Unternehmen und übernahm von 1912 bis 1917 eine Position im Unternehmensvorstand. Charles Henry Martin blieb bis 1917 Geschäftsführer. Von 1922 an arbeitete er für Buescher. Aus einem Brief von 1923 ist bekannt, dass Martin plante, ein drittes Unternehmen aufzubauen, er musste jedoch 1924 aus gesundheitlichen Gründen bei Buescher aufhören.

### Das Unternehmen von 1912 bis 1971
In den nächsten vierzig Jahren wechselte die Führung des Unternehmens des Öfteren. In dieser Zeit wurde die "Martin Committee"-Trompete eingeführt. 1961 vereinigte Paul E. Richards  Martin, E. K. Blessing und F.A. Reynolds in der Richards Music Corporation. Dieser Zusammenschluss löste sich 1964 auf. Die Rechte an der Marke Martin wurden von Wurlitzer übernommen und die Produktionsstätte von Martin gingen an Wurlitzer in Elkhart über. 1971 verkaufte Wurlitzer die Rechte an Martin an Leblanc und schloss die Fabrik. Leblanc entschied sich, den Markennamen Martin für einige Instrumente weiter zu verwenden.

### 1971–2007
Leblanc verwendete den Namen Martin noch bis 2007 für die "Committee"-Trompete und die "Urbie Green"-Posaune.